# Trimma emeryi
Trimma emeryi és una espècie de peix de la família dels gòbids i de l'ordre dels perciformes.

## Morfologia
- Els mascles poden assolir 2,5 cm de longitud total.[3][4]

## Hàbitat
És un peix marí de clima tropical i associat als esculls de corall fins als 6-48 m de fondària.

## Distribució geogràfica
Es troba a Chagos, les Maldives, l'Illa Christmas i el Pacífic occidental central.